# Czarna Łąka
Czarna Łąka (niem. Wilhelmsfelde) – wieś sołecka w Polsce położona w województwie zachodniopomorskim, w powiecie goleniowskim, w gminie Goleniów
W latach 1975–1998 miejscowość należała administracyjnie do województwa szczecińskiego. W roku 2009 miejscowość liczyła 230 mieszkańców, w 2011 liczyła 264, a w 2021 liczyła 454 zameldowanych mieszkańców.

## Geografia
Wieś leży w Dolinie Dolnej Odry, ok. 600 m na wschód od jeziora Dąbie, ok. 16 km na południowy zachód od Goleniowa, przy drodze łączącej Lubczynę ze Szczecinem.

## Historia
Czarna Łąka powstała z połączenia wsi Wilhelmsfelde z wsią Bergland (Bystra). Tę drugą wzmiankowano już w XIV wieku, kiedy istniał tutaj folwark książęcy podarowany miastu Szczecin. W roku 1750 niejaki von Sydow, otrzymawszy te tereny od Fryderyka II, założył tutaj wieś, osiedlając Holendrów, powstaje wieś ulicówka. Mieszkańcy trudnili się głównie połowem ryb w jeziorze Dąbie. Obok folwarku znajdował się tutaj młyn, leśniczówka, kościół, szkoła, cmentarz i przystań rybacka. Podczas II wojny światowej Bystra została prawie całkowicie zniszczona. Zniknął kościół, młyn i inne ważne budynki, resztki zagród zostały włączone do Czarnej Łąki. W 1915 roku zamieszkiwało tutaj ok. 290 osób, znajdował się wiatrak, zakłady rzemieślnicze i przystań rybacka. 
Po II wojnie światowej Czarna Łąka nosiła przejściowo nazwę Stefanowo. Obecną nazwę wprowadzono urzędowo 9 grudnia 1947 roku.
Zabudowa wsi pochodzi w większości z lat 30. XX wieku (domy ceglane) oraz z okresu polskiego. Większość budynków mieszkalnych zostało wybudowanych na początku lat 2000, zaś pierwszy dom po wojnie powstał w 1994 roku. Wieś, niegdyś rybacka, stopniowo zmieniła swój charakter na rolniczo-wypoczynkowy. Jedyną atrakcją położonej wśród łąk i pastwisk miejscowości jest jezioro Dąbie z małym pomostem. W Czarnej Łące znajduje się plaża, ośrodek wypoczynkowy i wiele prywatnych domków letniskowych nad brzegiem jeziora. Wieś chętnie odwiedzają mieszkańcy Szczecina oraz Goleniowa. Miejscowość znajduje się także na obszarze podmiejskim Szczecina, który może być w przyszłości dużo gęściej zaludniony.